# Sh2-48
Sh2-48 (nota anche come RCW 162) è una nebulosa a emissione visibile nella costellazione dello Scudo.
Si individua nella parte sudoccidentale della costellazione, circa 2° a est della celebre Nebulosa Aquila (M16); si estende per una decina di minuti d'arco in direzione di una regione della Via Lattea ricca di campi stellari e in parte oscurata da dense nubi di polveri. Il periodo più indicato per la sua osservazione nel cielo serale ricade fra giugno e novembre; trovandosi a una declinazione di 14°S, la sua osservazione è leggermente facilitata dall'emisfero australe.
Si tratta di una grande regione H II situata sul Braccio Scudo-Croce probabilmente alla distanza di circa 3840 parsec (circa 12500 anni luce), in una regione molto interna della Via Lattea; secondo Avedisova la responsabile della sua ionizzazione potrebbe essere la stella doppia ADS 11285, di colore blu e classe spettrale O8V. Le stime di distanza per questa stella si aggirano tuttavia sui 3100 parsec e ciò implicherebbe che la nebulosa si troverebbe a una distanza inferiore. In entrambi i casi, Sh2-48 si troverebbe nella stessa regione galattica in cui si trova la grande superbolla nota come Scutum supershell, con la quale potrebbe essere anche fisicamente legata. La regione di formazione stellare cui la nebulosa appartiene comprenderebbe inoltre alcune grandi nubi molecolari fra le quali spiccano [SYCSW] 164, [SYCSW] 164A e [SRBY] 52, oltre alla sorgente di radiazione infrarossa IRAS 18194-1438.